# ناثان آدامز
ناثان آدامز (بالإنجليزية: Nathan Adams)‏ (6 أكتوبر 1991 بلنكولن في المملكة المتحدة - ) هو لاعب كرة قدم بريطاني في مركز الهجوم. لعب مع Lincoln United F.C. ‏ وStamford A.F.C. ‏ ولينكولن سيتي أف سي وLincoln Moorlands Railway A.F.C. ‏.

## وصلات خارجية
- ناثان آدامز على موقع قاعدة بيانات كرة القدم.إي يو (الإنجليزية)
- ناثان آدامز على موقع Soccerbase.com (لاعب) (الإنجليزية)